# Enrofloxacin
Enrofloxacin ist ein Antibiotikum aus der Wirkstoffgruppe der Fluorchinolone.

## Eigenschaften
Enrofloxacin ist ein Gyrasehemmer und wirkt bakterizid. Sowohl nach oraler und parenteraler Verabreichung liegt eine hohe Bioverfügbarkeit vor. Die Elimination erfolgt vorwiegend über die Niere. Die Halbwertszeiten liegen je nach Tierart zwischen 2 und 7 Stunden, Hauptmetabolit ist das Ciprofloxacin.

## Anwendungsgebiete
Enrofloxacin wird als Antiinfektivum zur Therapie von Infektionskrankheiten bei Hunden, Hühnern, Kälbern, Katzen, Rindern, kleinen Heimtieren, Puten, Mastkaninchen und Schweinen eingesetzt. Es hat eine gute Wirkung gegen eine Vielzahl von gramnegativen und grampositiven Bakterien, u. a. Escherichia coli, Erysipelothrix rhusiopathiae (Schweinerotlauf), Haemophilus spp., Salmonella spp., Mykoplasmen (M. bovis & M. hyopneumoniae), Pasteurella spp. und Staphylokokken. Je nach Tierart steht die Behandlung spezifischer Krankheiten im Vordergrund:
- Hunde / Katzen: Infektionen des Atmungs- und Verdauungstraktes, des Harnapparates und der Haut
- Hühner / Puten: ansteckender Schnupfen der Hühner (Coryza contagiosa avium), Salmonellose, Geflügelcholera, Infektionen mit E. coli
- Kälber / Rinder: Infektionen des Atmungs- und Verdauungstraktes und Coliseptikämie, Euterentzündungen (Mastitis)
- Schweine: Erkrankungen des Verdauungstraktes (Colidiarrhoe, Coliseptikämie), enzootische Pneumonie und MMA-Syndrom der Sauen

## Wechselwirkungen
Bei gleichzeitiger Anwendung von Chloramphenicol, Tetracyclinen oder Makrolidantibiotika kann es zu antagonistischen Effekten kommen. Bei vorliegenden Resistenzen gegen Chinolone besteht keine Wirksamkeit, da gegenüber allen Fluorchinolonen eine Kreuzresistenz besteht. Bei nachgewiesener Streptokokkeninfektion sollte aufgrund der geringen Wirksamkeit auf eine Anwendung verzichtet werden.

## Applikationsformen
Enrofloxacin kann intravenös, subcutan oder oral als Lösung bzw. Tablette verabreicht werden.

## Nebenwirkungen
Eine besondere Sensitivität gegenüber Enrofloxacin weisen vor allem wachsende Hunde und Puten auf. Hier kommt es zu starken Schädigungen des Knorpelwachstums, so dass ein Einsatz bei dieser Altersgruppe grundsätzlich nicht zulässig (kontraindiziert) ist. Als weitere Nebenwirkungen können gastro-intestinale Störungen und (bei hoher Dosierung) lokale Reaktionen an der Injektionsstelle auftreten.

## Handelsnamen
Avoczol, Baytril, Colmyc, Doraflox, Enrobactin, Enro-K, Enro-Sleecol, Enroflox, Enrostar, Enrotab, Enrotril, Enrotron, Enrox, Enroxil, Fenoflox, Floxibac, Lanflox, Orniflox, Powerflox, Roxacin, Spectron, Unisol, Ursofloxacin, Xeden